# Włodzimierz Dusiewicz
Włodzimierz Zbigniew Dusiewicz ps. Dusza (ur. 13 stycznia 1931 w Nowej Wsi, zm. 14 października 2024) – polski reżyser i scenarzysta filmów dokumentalnych, aktor lalkowy, nauczyciel, Zawiszak, powstaniec warszawski, pisarz, podharcmistrz, członek Stowarzyszenia Filmowców Polskich, pracownik Rady Ochrony Pamięci Walk i Męczeństwa, prezes Stowarzyszenia Rodzina Katyńska w Warszawie (1994–1995) i prezes Federacji Rodzin Katyńskich (1993–2006). Syn aspiranta Władysława Dusiewicza.

## Życiorys

### Dzieciństwo (1931–1944)
Urodził się 13 stycznia 1931 w Nowej Wsi (powiat Szamotuły) w rodzinie aspiranta straży więziennej Władysława Dusiewicza (1899–1939) i nauczycielki Jadwigi (pochodzącej z Warszawy). Przed wojną skończył dwie klasy szkoły publicznej w Grodzisku Wielkopolskim. W kwietniu 1941 razem z rodziną został wysiedlony do Łodzi, a następnie przez Konstantynów Łódzki trafił do Warszawy. Działał w harcerstwie. Jako Zawiszak wziął udział w powstaniu warszawskim. Zajmował się zdobywaniem informacji wywiadowczych i przenoszeniem meldunków.

### W Polsce Ludowej (1945–1989)
Po wojnie został przeszkolony z zakresu skoków spadochronowych oraz na pilota szybowca. Zdał maturę (1948).
Absolwent Wydziału Filologii Polskiej Uniwersytetu Warszawskiego. Pracował w Państwowym Teatrze Lalek i Aktora „Baj” w Warszawie (od 1951), w Centrali Filmów Oświatowych „Filmos” (1963–1965) oraz w Wytwórni Filmowej Czołówka (w 1965).
W 1976 w Krakowie na Ogólnopolskim Festiwalu Filmów Krótkometrażowych za film Polacy w paradzie zwycięstwa otrzymał Nagrodę Szefa Głównego Zarządu Politycznego Wojska Polskiego za najlepszy film o tematyce patriotycznej.

### W III RP (po 1990)
W 1993 został wybrany prezesem Zarządu Federacji Rodzin Katyńskich i pełnił tę funkcję do 2006. W tym czasie przez rok (1994–1995) był także prezesem Stowarzyszenia Rodzina Katyńska w Warszawie. W 1996 przeszedł na emeryturę. W 2001 został odznaczony Złotym Krzyżem Zasługi. W 2003 wszedł w skład Rady Programowej Muzeum Policji.
21 grudnia 2009 udzielił wywiadu Annie Bosiackiej dla Archiwum Historii Mówionej.
W 2011 otrzymał Krzyżem Oficerskim Orderu Odrodzenia Polski. W 2012 w Pałacu na Wodzie w Warszawie został odznaczony przez szefa Urzędu do Spraw Kombatantów i Osób Represjonowanych doktora Jana Stanisława Ciechanowskiego Medalem „Pro Patria” w uznaniu szczególnych zasług w kultywowaniu pamięci o walce o niepodległość Polski.
W 2015 w ambasadzie RFN w Warszawie został odznaczony przez ambasadora Rolfa Nikla przyznanym przez prezydenta Niemiec Joachima Gaucka Krzyżem Zasługi na Wstędze Orderu Zasługi Republiki Federalnej Niemiec w dowód uznania zasług na rzecz stosunków polsko-niemieckich.
Główny bohater książeczki Zaklęcie na W Michała Rusinka.
Działacz Stowarzyszenia Szarych Szeregów (pracuje m.in. w redakcji gazetki „Warszawskie Szare Szeregi”).
W 2019 z okazji 75 rocznicy powstania warszawskiego „za zasługi dla Niepodległej” otrzymał z rąk Prezydenta RP Medal Stulecia Odzyskanej Niepodległości.

## Filmografia

### Reżyser
1. 1972 – Iłża – ziemia walcząca[21]
2. 1977 – Przerwana pieśń ...[21]
3. 1977 – Za drutami[21]
4. 1979 – W moim obiektywie[21]
5. 1981 – Piłka Wodna[21]
6. 1981 – Dajmy im szansę[21]
7. 1983 – Trauguttowcy[21]
8. 1983 – Łęczyckie bajanie o Borucie – panie[21]
9. 1984 – Pałac tysiąca imion[21]
10. 1985 – Nasz dom ojczyzna – Polska[21]
11. 1986 – Bojowe szkoły[21]
12. 1987 – Walczył na morzach i oceanach[21]
13. 1992 – Życiorys do protokołu. Rzecz o generale Leopoldzie Okulickim[21]

### Scenarzysta
1. 1977 – Przerwana pieśń ...[21]
2. 1977 – Za drutami[21]
3. 1981 – Piłka Wodna[21]
4. 1981 – Dajmy im szansę[21]
5. 1982 – Zawiszacy[21]
6. 1983 – Trauguttowcy[21]
7. 1983 – Łęczyckie bajanie o Borucie – panie[21]
8. 1984 – Pałac tysiąca imion[21]
9. 1985 – Nasz dom ojczyzna – Polska[21]
10. 1986 – Bojowe szkoły[21]
11. 1987 – Walczył na morzach i oceanach[21]
12. 1989 – Szesnastu[21]
13. 1992 – Życiorys do protokołu. Rzecz o generale Leopoldzie Okulickim[21]
14. 1994 – Grupy szturmowe. Szare Szeregi[21]

## Życie prywatne
Ma dwie siostry: Mirosławę (1925–przed 2009) i Teresę (ur. 1933).